# 李莎旻子
李莎旻子（1993年7月27日—），出生于湖南省长沙市，中国大陆创作歌手、影视演员及综艺节目主持人。中学就读于长沙市雅礼中学，及后毕业于武汉大学新闻与传播学院2011级播音与主持艺术专业。2013年8月凭借与母校雅礼中学的一组合影《雅礼，今天我要嫁给你了》而走红，被网友称作“雅礼女神”，之后相继参与主持《一站到底》、《开门大吉》、《新闻大求真》、《偶像万万碎》等节目。2015年9月开始主持芒果TV益智问答节目《百万秒问答》，同年12月开始主持《我是歌手—誰來踢館》，并凭借在上述两档节目中的优异表现正式与湖南广播电视台签约。现已开始尝试歌曲创作与电视剧、电影演出。

## 经历
1993年7月27日，李莎旻子出生于湖南长沙的一个普通家庭。由于自幼受到严格的家庭教育，使得她经常往返于各类兴趣班。5岁开始学习钢琴、声乐、表演、主持、朗诵、戏曲，后来还学习了舞蹈和琵琶。
2008年，以年级第一的成绩考入长沙市雅礼中学，并加入雅礼学生会担任文艺部部长。2010年被雅礼推选为学校代表，参加“北京大学全国中学生模拟联合国大会”，并获得“最佳代表奖”。
2011年，即将面临高考的李莎旻子不顾家庭反对，独自前往北京学习专业，最终考入武汉大学新闻与传播学院播音与主持艺术专业。
2012年，李莎旻子参加湖南娱乐频道举办的《星姐选举》选美比赛，最终进入十强。
2013年8月，李莎旻子凭借与母校雅礼中学的一组合影《雅礼，今天我要嫁给你了》而走红，被网友称作“雅礼女神”。同年9月26日，参加江苏卫视《一站到底》，最终一连击败六位守擂者。11月13日，参与录制湖南卫视《天天向上》各年代女神PK专场。之后相继参与主持《一站到底》、《开门大吉》、《一起向前冲》、《经视团购会》、《新闻大求真》、《偶像万万碎》等多档节目。
2014年开学季，李莎旻子自己策划并请朋友拍摄制作了她的第二组写真照《在武大，不忘前世，不负今生》，照片一经发布便在网络上再次引起轰动，并被网友封为“武大女神”。同年10月29日，参与录制《奔跑吧兄弟第一季》，领衔校园辩论团与郑恺、陈赫，Angelababy举行了一场辩论赛。12月10日，再度参与录制湖南卫视《天天向上》。
2015年9月30日起，参与主持芒果TV益智问答节目《百万秒问答》晚间档的节目。同年12月5日起，参与主持芒果TV《我是歌手—誰來踢館》。凭借在上述两档节目中的优异表现，李莎旻子正式与湖南广播电视台签约。2015年12月31日，搭档何炅、杨乐乐、李维嘉、吴昕、杜海涛、汪涵、钱枫、小五、沈梦辰主持《2015—2016湖南卫视跨年演唱会》。
2016年1月7日起，参加《我是歌手第四季》，担任徐佳莹的芒果经纪人。同年7月1日起，全程主持芒果TV《2016超级女声全国总决赛》。2016年9月，以旁听生的身份参加湖南卫视《一年级·毕业季》，并在此期间完成了自己的首支原创单曲《小虾》。
2017年2月4日起，参演由陈铭章执导，何小庭出品并制作的微玄幻美食治愈轻喜剧《亲·爱的味道》，在剧中饰演甜品师李菲林，这是她首次正式参演电视剧并在剧中担当主要角色。
2017年3月，参演由彭发执导的中国首部少年奇幻历险电影《奇幻变型记》，这也是她参演的首部电影作品。
2017年7月27日，李莎旻子的首支个人原创单曲《小虾》于网易云音乐上线，正式开始自己的歌手生涯。
2019年，李莎旻子参加《中央广播电视总台2019主持人大赛》，成功入围全国60强、文艺类全国30强，最终顺利晋级总决赛并获得文艺类铜奖。
2020年1月3日起，参加《歌手·当打之年》，再度担任徐佳莹的音乐合夥人。同年6月，参加爱奇艺《我是唱作人第二季》，成为八位新声代唱作人中的一位。初登场即演唱《阿聋》，最终在组内对决中不敌万妮达，无缘接下来的竞演。

## 影视作品

### 电视剧
| 年份 | 首播平台 | 戏剧名称       | 角色   | 备注             |
| ---- | -------- | -------------- | ------ | ---------------- |
| 2017 | 湖南卫视 | 孤芳不自赏     | 花小姐 | 客串             |
| 2017 | 腾讯视频 | 花落宫廷错流年 | 年姝媛 | 剧               |
| 2019 | 江苏卫视 | 亲·爱的味道    | 李菲林 |                  |
| 2019 | 爱奇艺   | 水墨人生       | 程东宁 | 剧               |
| 2020 | 优酷网   | 师爷请自重     | 江暮春 | 剧               |
| 2021 | 爱奇艺   | 扑通扑通喜欢你 | 路遥   | 剧               |
| 2021 | 湖南卫视 | 理想照耀中国   | 刘娇   | 單元《女兵突击》 |
| 2022 | 广东卫视 | 追梦者联盟     | 宁吉昕 |                  |
| 待播 |          | 穿越人海拥抱你 | 程满满 |                  |

### 网络电影
| 年份 | 电影名称       | 角色   | 备注 |
| ---- | -------------- | ------ | ---- |
| 2018 | 进击吧，少女！ | 齐可燃 | 电影 |
| 2022 | 独孤天下之异瞳 | 柳丽华 | 电影 |
| 2023 | 长沙夜生活     | 她自己 |      |
| 待播 | 奇幻变型记     | 陆琪   |      |

### 微电影
| 年份 | 电影名称     | 角色   | 备注 |
| ---- | ------------ | ------ | ---- |
| 2015 | 让爱呼吸     | 林小夕 |      |
| 2015 | 再见吧，纯真 | 李舒雯 |      |

## 音乐作品

### 迷你专辑
| 发行顺序 | 资料                                                                                            | 曲目                                                                                          |
| -------- | ----------------------------------------------------------------------------------------------- | --------------------------------------------------------------------------------------------- |
| 1st      | 《李莎旻子的日记本Ⅳ之第四人称》 - 发行日期：2022年7月27日 - 唱片公司：天娱传媒 - 长度：23分14秒 | ★ 1. 九三 2. 我亲爱的少年 3. 愚人节 4. 九三（伴奏） 5. 我亲爱的少年（伴奏） 6. 愚人节（伴奏） |

### 单曲
| 发行顺序 | 资料 | 曲目                                                                      |
| -------- | --- | ------------------------------------------------------------------------- |
| 1st      | 《小虾》 - 发行日期：2017年7月27日 - 唱片公司：天浩盛世 - 备注：曾于《一年级·毕业季》第十期节目中播放                       | ★ 1. 小虾（电影《进击吧，少女！》主题曲） 2. 小虾（伴奏）                 |
| 2nd      | 《放下》 - 发行日期：2018年7月27日 - 唱片公司：天浩盛世 - 备注：曾于《2017快乐男声》粉丝答谢演唱会上现场演唱                | ☆ 1. 放下 2. 放下（伴奏）                                                 |
| 3rd      | 《无话，不说》 - 发行日期：2019年7月27日 - 唱片公司：天浩盛世 - 备注：收录于迷你专辑《李莎旻子的日记本Ⅰ》                   | ★ 1. 无话，不说 2. 无话，不说（伴奏）                                     |
| 4th      | 《想要什么人》 - 发行日期：2019年8月6日 - 唱片公司：天浩盛世 - 备注：收录于迷你专辑《李莎旻子的日记本Ⅰ》                    | ☆ 1. 想要什么人 2. 想要什么人（和声版伴奏） 3. 想要什么人（无和声版伴奏） |
| 5th      | 《星星》 - 发行日期：2019年8月23日 - 唱片公司：天浩盛世 - 备注：收录于迷你专辑《李莎旻子的日记本Ⅰ》                         | ★ 1. 星星 2. 星星（伴奏）                                                 |
| 6th      | 《我很困，可是我睡不着》 - 发行日期：2020年7月27日 - 唱片公司：梦织音 - 备注：收录于迷你专辑《李莎旻子的日记本Ⅱ之零号恋人》 | ☆ 1. 我很困，可是我睡不着 2. 我很困，可是我睡不着（伴奏）                 |
| 7th      | 《愿望清单》 - 发行日期：2020年8月25日 - 唱片公司：梦织音 - 备注：收录于迷你专辑《李莎旻子的日记本Ⅱ之零号恋人》             | ★ 1. 愿望清单 2. 愿望清单（伴奏）                                         |
| 8th      | 《我在星期八等你》 - 发行日期：2020年9月9日 - 唱片公司：梦织音 - 备注：收录于迷你专辑《李莎旻子的日记本Ⅱ之零号恋人》        | ☆ 1. 我在星期八等你 2. 我在星期八等你（伴奏）                             |
| 9th      | 《阿聋》（录音室版） - 发行日期：2020年11月26日 - 唱片公司：梦织音 - 备注：《我是唱作人第二季》第九期竞演曲目               | ★ 1. 阿聋（录音室版） 2. 阿聋（录音室版伴奏）                             |
| 10th     | 《没有烦恼的地方》 - 发行日期：2021年8月14日 - 唱片公司：梦织音 - 备注：收录于迷你专辑《李莎旻子的日记本Ⅲ之天气预抱》       | ☆ 1. 没有烦恼的地方 2. 没有烦恼的地方（伴奏）                             |
| 11th     | 《哗啦啦啦啦啦》 - 发行日期：2021年9月12日 - 唱片公司：梦织音 - 备注：收录于迷你专辑《李莎旻子的日记本Ⅲ之天气预抱》         | ★ 1. 哗啦啦啦啦啦（feat. 陆虎） 2. 哗啦啦啦啦啦（伴奏）                   |

### 未发行单曲
| 序号 | 歌曲名称     | 备注                                                |
| ---- | ------------ | --------------------------------------------------- |
| 1    | 《Only One》 | 原曲为BoA的《Only One》，李莎旻子重新进行了中文填词 |

### 其他创作歌曲
| 歌手   | 歌曲名称               | 收录专辑     | 性质                 | 创作部分 | 发行日期   |
| 袁子仪 | 《如果》               | 《超级唱片》 |                      | 词、曲1  | 2016.09.28 |
| 周笔畅 | 《写给未来的自己》     |              | 第十一届金鹰节开幕式晚会结束曲 | 词2      | 未正式发行 |
| 张恋歌 | 《谁都不能动我的奶酪》 | 《恋歌》     |                      | 词       | 2017.12.26 |
| 宁桓宇 | 《一定精彩》           | 《25》       |                      | 词3      | 2018.10.25 |
| 袁子仪 | 《小宇宙》             |              |                      | 词       | 2019.02.14 |

- ^  注解1：与蒋红枫共同完成作曲
- ^  注解2：与洪小幸、周斌辉共同完成
- ^  注解3：与宁桓宇共同完成

### 搭配电视／电影／广告宣传歌曲
| 年份 | 歌曲           | 搭配作品名称       | 性质         |
| ---- | -------------- | ------------------ | ------------ |
| 2018 | 小虾           | 《进击吧，少女！》 | 电影主题曲   |
| 2018 | 省略号         | 《我AI你》         | 音乐剧歌曲   |
| 2018 | 单程车票       | 《我AI你》         | 音乐剧歌曲   |
| 2018 | 梦见飞         | 《我AI你》         | 音乐剧歌曲   |
| 2018 | 喜欢你时风好甜 | 《喜欢你时风好甜》 | 电视剧主题曲 |

### 合唱
| 年份 | 歌手                                                                   | 专辑 | 曲目           | 备注                    |
| 2016 | 陈建斌、娄艺潇、张智霖、孙耀琦、李莎旻子、虞书欣、田一彤、成毅、陈信喆 |      | 《星辰》       | 《一年级·毕业季》主题曲 |
| 2016 | 李莎旻子、虞书欣、成毅、田一彤、刘润南                                 |      | 《终有一天》   | 《一年级·毕业季》插曲   |
| 2017 | 李莎旻子、黄榕生                                                       |      | 《最短的诗》   | 《花落宫廷错流年》插曲  |
| 2018 | 李莎旻子、王艺                                                         |      | 《奈》         | 《等到烟暖雨收》插曲    |
| 2019 | 李莎旻子、黄榕生                                                       |      | 《此话当真》   | 《水墨人生》插曲        |
| 2021 | 李莎旻子、于湉                                                             |      | 《一半一半》   |                         |
| 2022 | 李莎旻子、陈香水、方晓东                                               |      | 《福虎耀青春》 |                         |

## 现场演出

### 舞台剧
| 年份 | 日期        | 类型   | 剧目         | 场地                   | 角色     | 备注 |
| ---- | ----------- | ------ | ------------ | ---------------------- | -------- | ---- |
| 2016 | 01/25—01/26 | 话剧   | 青春禁忌游戏 | 长沙实验剧场           | 铃木直子 |      |
| 2018 | 12/23       | 音乐剧 | 我AI你       | 北京天桥艺术中心中剧场 | 孟笕菲   |      |
| 2019 | 04/06—04/07 | 音乐剧 | 我AI你       | 上海上汽文化广场       | 孟笕菲   |      |

### 大型典礼演出
| 年份 | 典礼                                  | 内容                         | 曲目               | 共同表演者 |
| ---- | ------------------------------------- | ---------------------------- | ------------------ | --- |
| 2016 | 第十一届金鹰节开幕式晚会                        | 结束曲                       | 写给未来的自己     | 周笔畅 湖南师范大学新闻与传播学院学生代表 《一年级·毕业季》全体学生                                             |
| 2017 | 陌陌直播17惊喜夜                      |                              | 大艺术家           | |
| 2018 | 2018湖南卫视元宵喜乐会                | 结束曲                       | 元宵美             | 马思超、蓝博、丛日新                                                                                            |
| 2020 | 2020湖南卫视元宵一家亲                |                              | 骄傲的少年         | 齐思钧、YOUNG-G、王润泽、吴施乐、罗予彤、张屹杨                                                                 |
| 2020 | 2020湖南卫视元宵一家亲                | 结束曲                       | 真心英雄           | 芒果群星 |
| 2020 | 这是我们，这是光！                    | 第一篇章：举火者             | 舞动方舱           | 易烊千玺 武汉方舱医护工作者 湖南抗疫一线医护代表                                                                |
| 2020 | 新时代最可爱的人                      | 开场曲                       | 我们众志成城       | 全体主持人 济南广电「天下泉城」合唱团                                                                           |
| 2020 | 新时代最可爱的人                      | 第四篇章：志愿守望，大爱无疆 | 坚信爱会赢         | 邹韵、白影、王嘉宁、田靖华、冯硕、蔡紫、张舒越、依利米努尔·艾麦尔江、白杰、刘炜、李小雷、林歌、孙婧、飞扬、田润 |
| 2020 | 新时代最可爱的人                      | 结束曲                       | 在你伟大的怀抱里   | 杨洪基、袁晨野 全体主持人 济南广电「天下泉城」合唱团                                                            |
| 2021 | 2021天猫616开心夜                     | 结束曲                       | 理想               | 石凯、李浩菲、魏巡、徐艺洋、                                                                                    |
| 2021 | 稻花香里说丰年—— 湖南卫视国庆特别节目 | 开场秀                       | 今天是你的生日     | 何炅、汪涵、沈梦辰、梁田 吴昕、齐思钧、李锐、刘梦娜                                                             |
| 2021 | 稻花香里说丰年—— 湖南卫视国庆特别节目 |                              | 「担任买米团成员」 | 李锐、刘梦娜 |
| 2021 | 2021拼多多11.11超拼夜                 | 开场秀                       | 感到幸福你就拍拍手 | 何炅、汪涵、梁田、刘烨、靳梦佳                                                                                  |
| 2021 | 2021—2022湖南卫视跨年晚会             | 零点合唱                     | 我爱你，中国       | 全体嘉宾、场外观众                                                                                              |
| 2022 | 小芒年货节                            |                              | 庆祝               | 布瑞吉、高瀚宇、齐思钧、马萱                                                                                    |
| 2022 | 湖南好有味—— 中国粮·湖南饭特别节目    | 开场曲                       | 湖南味道           | 凤凰传奇、汪涵、沈梦辰、梁田                                                                                    |
| 2022 | 湖南好有味—— 中国粮·湖南饭特别节目    |                              | 「男子美食厨房」   | 邓男子、周笔畅                                                                                                  |

## 主持

### 节目主持
- 2013年7月—10月：湖北经视《开心3+1》（以“茗子”为艺名客串主持）
- 2013年11月—2014年7月：江苏卫视《一站到底》（代班主持）
- 2013年—2014年：湖北经视《经视团购会》（以“茗子”为艺名客串主持）
- 2014年：湖南娱乐频道《金芒果地产》
- 2014年—2016年：湖南卫视《新闻大求真》（外景主持）
- 2014年5月—2015年3月：CCTV-3《开门大吉》（第二现场主持）
- 2014年：金鹰卡通卫视《一起向前冲》
- 2015年3月—2016年12月：芒果TV《偶像万万碎》
- 2015年9月30日—10月7日：芒果TV《百万秒问答》
- 2015年12月5日—12月25日：芒果TV《我是歌手—誰來踢館》
- 2016年1月15日—1月22日：湖南卫视《天天向上》（外景主持）
- 2016年5月7日—6月11日：芒果TV《2016超级女声换位考核赛》
- 2016年6月17日—6月18日：芒果TV《2016超级女声全国20强决定战》
- 2016年7月1日—9月3日：芒果TV《2016超级女声全国总决赛》
- 2016年10月9日：湖南卫视《第十五届汉语桥世界大学生中文比赛冠军之夜》
- 2017年5月9日—5月13日：芒果TV《2017年欧洲歌唱大赛特别报道》
- 2017年6月9日—9月8日：芒果TV《2017快乐男声全国赛》
- 2018年2月16日：湖南经视《一生一世合家欢之向上吧2018》
- 2018年3月5日：芒果TV《芒果直击奥斯卡——第90届奥斯卡金像奖颁奖典礼特别报道》
- 2018年7月28日—10月13日：金鹰卡通卫视《中国新声代第五季》（除第四期外）
- 2018年7月30日—8月9日：湖南卫视《第十七届汉语桥世界大学生中文比赛》（除总决赛外）
- 2018年12月1日—12月12日：芒果TV《淘宝1212人民的宝贝总决选》
- 2018年12月22日：芒果TV《京东校园之星·天生音雄》青春歌会
- 2019年2月25日：芒果TV《第91届奥斯卡金像奖颁奖典礼特别报道》
- 2019年8月12日：芒果TV《甜蜜的任务》第二十八期
- 2020年3月14日—6月19日：芒果TV《我们的乐队》
- 2020年8月7日—2021年9月10日：贵州卫视《非常完美》
- 2020年11月27日：CCTV-12《夕阳红》
- 2020年12月11日：CCTV-12《夕阳红》
- 2021年1月30日：芒果TV《了不起的艺能》第一期
- 2021年2月21日：芒果TV《甜蜜的任务》第七期
- 2021年4月11日—6月13日：芒果TV《砍价大作战》
- 2021年10月10日：芒果TV《哥哥的下午茶》第八期
- 2022年4月24日—7月10日：芒果TV《声生不息·港乐季》（场外主持）
- 2022年6月14日：芒果TV《设计理想家618特辑》

### 主持
- 2015年12月31日：湖南卫视《2015—2016快乐中国跨年演唱会》（与何炅、杨乐乐、李维嘉、吴昕、杜海涛、汪涵、钱枫、小五、沈梦辰）
- 2016年2月8日：湖南卫视《四海同春2016全球华侨华人春节大联欢》（与何炅、杜海涛、沈梦辰）
- 2016年2月22日：湖南卫视《2016元宵喜乐会》（与何炅、李维嘉、杜海涛、沈梦辰）
- 2016年6月30日：湖南卫视《湖南省庆祝中国共产党成立95周年文艺晚会》（与魏哲浩、梁田）
- 2018年1月28日：湖南卫视《2017阅文超级IP风云盛典》（与何炅、刘烨）
- 2018年8月4日：芒果TV《2018青春芒果夜》（与何炅、张若昀）
- 2019年1月13日：陕西卫视《第三届「一带一路」国际时尚週开幕式》（与汪涵、李映瑾）
- 2019年1月28日：芒果TV《2019「孩子的最爱」少儿新春盛典》
- 2019年5月27日：芒果TV《映客527星光夜》（与汪涵）
- 2019年7月27日：芒果TV《2019青春芒果夜》（与何炅、彭昱畅）
- 2020年8月9日：芒果TV《2020青春芒果夜》（与何炅、万茜、黄圣依、郁可唯）
- 2021年10月31日：芒果TV《披荆斩棘·海尔之夜》（与齐思钧）
- 2021年11月10日：湖南卫视：《2021拼多多11.11超拼夜》（与何炅、汪涵、梁田、刘烨、靳梦佳）
- 2021年12月31日：湖南卫视：《2021—2022跨年晚会》（与何炅、汪涵、湖南卫视四小花、齐思钧、马萱、刘国豪、杨一帆、冯禧、崔磊、孙乐言）
- 2022年1月10日：芒果TV《小芒年货节》（与齐思钧、马萱、崔磊、冯禧）
- 2022年1月26日：湖南卫视《2022春节联欢晚会》（与何炅、汪涵、沈梦辰、靳梦佳、齐思钧）
- 2022年4月2日：芒果TV《云裳晓芒之夜》（与马萱）
- 2022年6月23日：湖南卫视《湖南好有味——中国粮·湖南饭特别节目》（与汪涵、李锐、沈梦辰、梁田、马萱）

## 固定综艺
- 2016年1月17日—4月10日：云南卫视《出发吧我们第一季》（因工作档期安排缺席第四期、第八期、第九期及第十一期节目）
- 2016年4月29日—7月15日：湖南卫视《全员加速中第二季》（担任道具商店店长）
- 2016年10月22日—2017年1月14日：湖南卫视《一年级·毕业季》（旁听生）
- 2020年2月14日—3月20日：优酷网《屋顶上的女孩》
- 2021年1月30日—3月6日：内蒙古卫视《唱起草原的歌》
- 2021年4月23日—7月16日：湖南卫视《谁是宝藏歌手》（代号“小于号”）
- 2021年7月31日—11月6日：芒果TV《女儿们的恋爱第四季》
- 2022年8月5日—10月7日：江苏卫视《超脑少年团第二季》（担任灵光骑士队长）

## 参演MV
| 年份 | 歌曲名称     | 参演艺人       |
| ---- | ------------ | -------------- |
| 2014 | 《好久不见》 | 李莎旻子、马可 |

## 《我是唱作人第二季》比赛成绩
| 期数 | 轮数                       | 首播日期      | 演唱歌曲 | 歌曲介绍                      | 结果及备注                   |
| ---- | -------------------------- | ------------- | -------- | ----------------------------- | ---------------------------- |
| 9    | 新声代决赛资格争夺战第一轮 | 2020年6月11日 | 《阿聋》 | 词／曲：李莎旻子 编曲：栾卓忻 | 组内对决不敌万妮达，遭到淘汰 |